# Fritz Fleischer KG
Fritz Fleischer KG (Geraer Karosserie und Fahrzeugfabrik Fritz Fleischer) – nieistniejący wschodnioniemiecki producent autobusów, który swoją siedzibę miał w Gerze w Turyngii.

## Historia i opis przedsiębiorstwa
Przedsiębiorstwo Fritz Fleischer KG powstało w 1927 roku w mieście Gera i początkowo zajmowało się remontem nadwozi i produkcją przyczep. W 1945 roku w wyniku nalotów na III Rzeszę zakład został zniszczony, a sam właściciel Fritz Fleischer został poważnie ranny. Powstanie Niemieckiej Republiki Demokratycznej odmieniło niekorzystnie położenie prywatnych zakładów, a w wyniku „stalinowskich porządków” w maju 1953 roku skonfiskowano majątek, a samego Fleischera aresztowano na dwa miesiące. Po wyjściu z aresztu starał się odnaleźć w socjalistycznej gospodarce NRD. W 1958 roku zbudowano modele autobusów S1 i S2, a rok później rozpoczęła się ich produkcja seryjna. Pod koniec lat 50. RWPG zadecydowała, że w produkcji autobusów specjalizować będą się Węgry (Ikarus) w efekcie czego NRD zaprzestała produkcji autobusów własnej konstrukcji kończąc w 1959 roku produkcję modelu IFA H6B. Pozostałe komponenty po produkcji modelu H6B jak np. elementy podwozia użyto do montażu autobusów w zakładzie Fleischera, który w celu obejścia ustaleń RWPG budował lub przebudowywał pojazdy na podstawie starych autobusów (np. model S2 RU). W 1962 roku zbudowano model S3 dla przedsiębiorstwa transportowego z Berlina Wschodniego. W 1970 roku rozpoczęła się produkcja modelu S4, który był następcą modelu S1. W 1972 roku rozpoczęto z kolei produkcję modelu S5, który powstał w oparciu o model S2 i w niezmienionej formie produkowany był do 1990 roku. W 1972 roku zakład Fleischera został znacjonalizowany w ramach ostatniej wielkiej fali nacjonalizacji prywatnych zakładów w NRD i od tej pory funkcjonował jako VEB Karosseriebau Gera wchodząc w skład zjednoczenia motoryzacyjnego IFA, zmieniając przy tym profil produkcji na dostarczanie części samochodowych, zaś produkcja autobusów ograniczyła się do niewielkiego stopnia. W 1990 roku w wyniku zjednoczenia Niemiec przedsiębiorstwo zaprzestało produkcji i zostało zlikwidowane. Zakład wyprodukował łącznie od 500 do 1000 autobusów.
Autobusy Fleischer posiadały konstrukcję samonośną, a silnik był umieszczony z tyłu. Początkowo montowano jednostki wysokoprężne, chłodzone cieczą typu Horch EM 6-20 o mocy 120 KM, które stosowano m.in. w autobusach IFA H6B. Następnie montowano silniki z VEB Motorenwerk Schönebeck o mocy 150 KM. Do montażu autokarów Fleischer używano też części z autobusów marki Ikarus.

## Modele
- S1
- S2
- S3
- S4
- S5

## Galeria

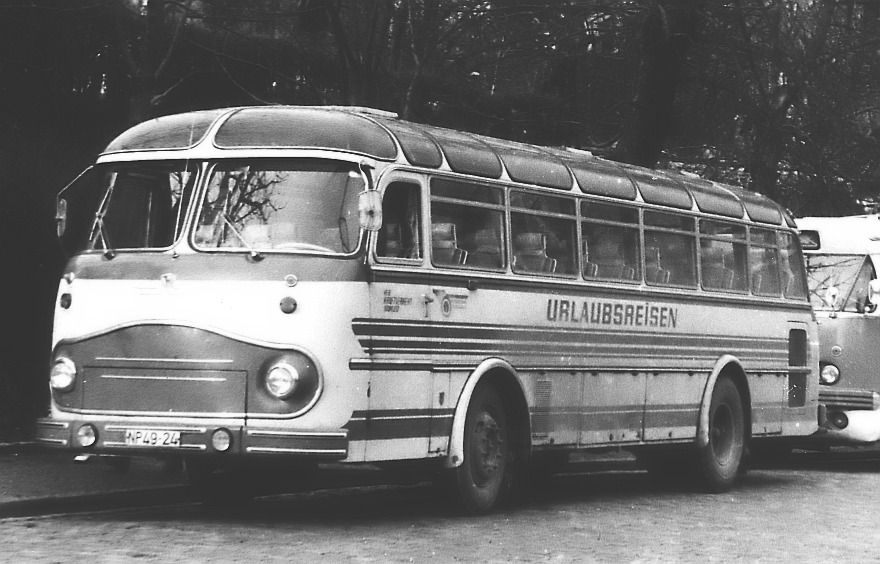
Fleischer S2 w styczniu 1976 roku w Jenie
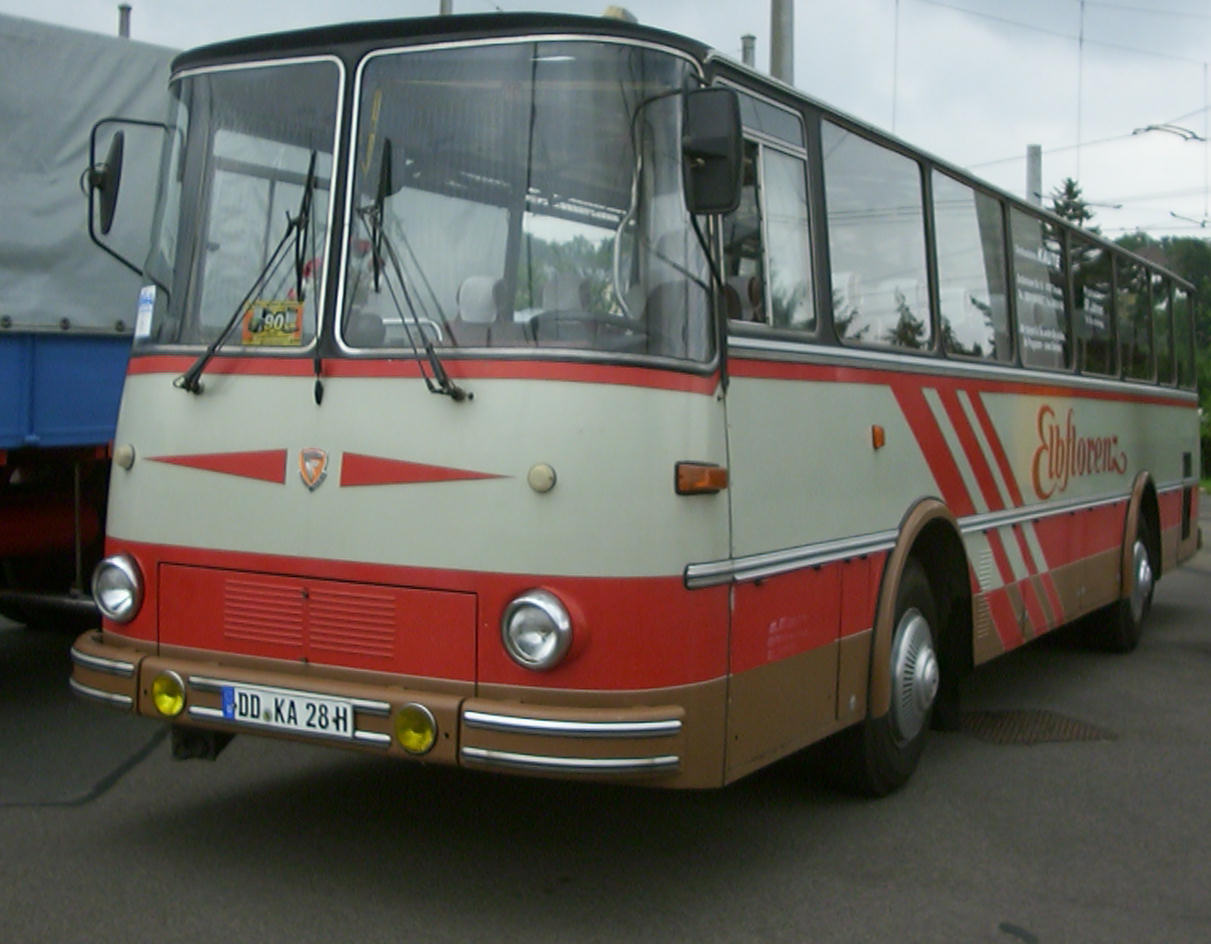
Fleischer S2 RU II zbudowany w 1968 roku
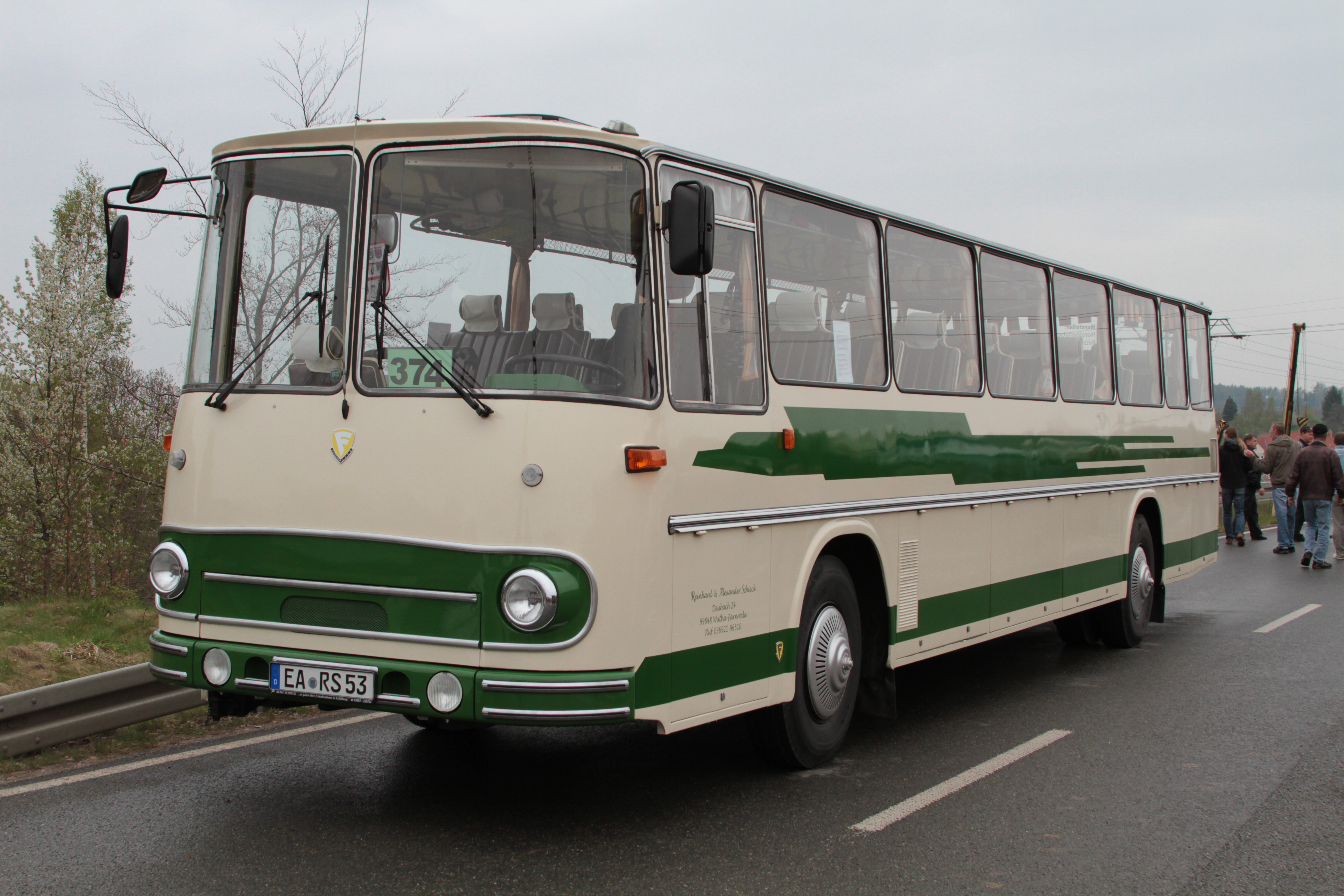
Fleischer S5
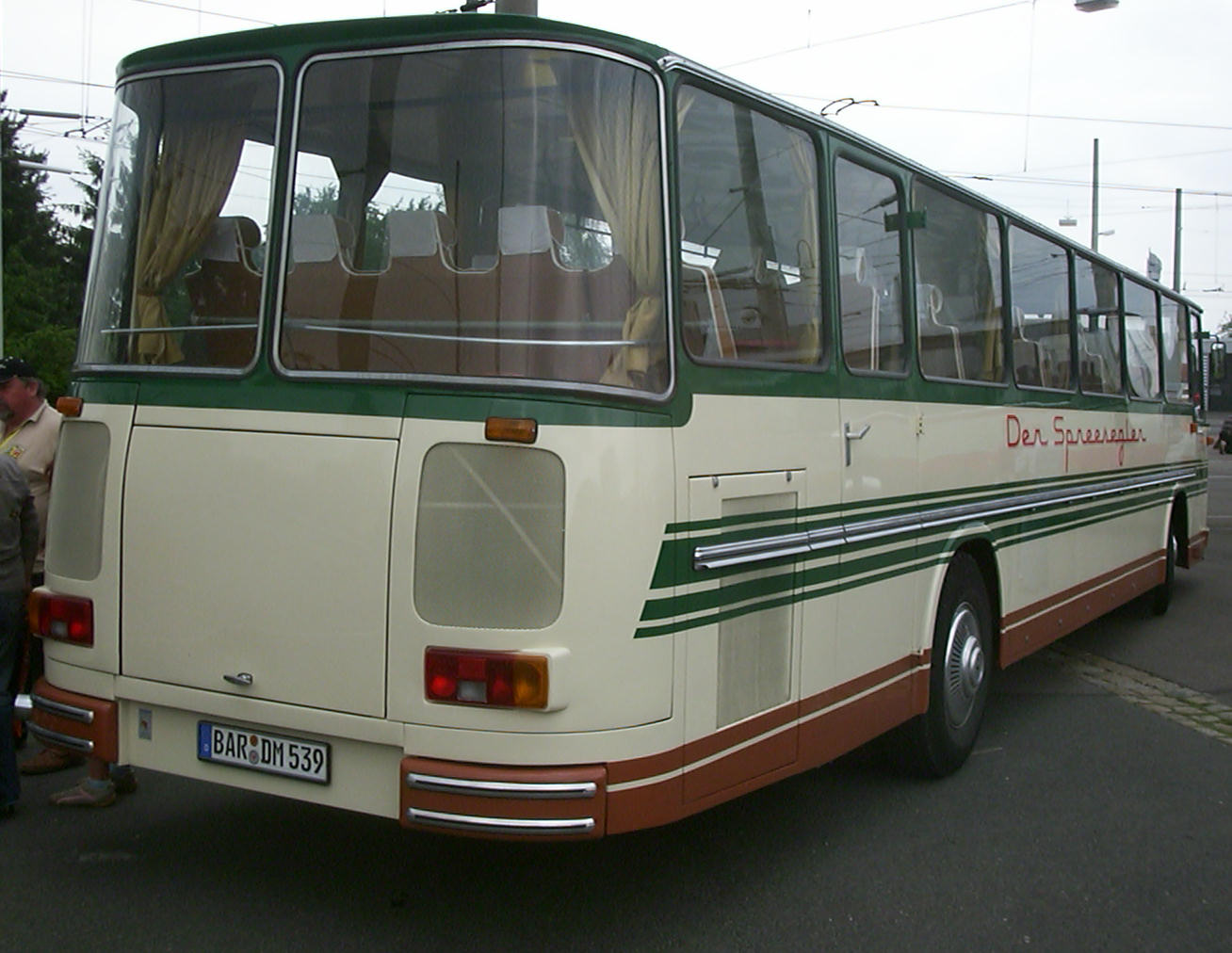
Fleischer S5 – tył autobusu